# Dulce de Salvador de Bahia
Dulce de Salvador de Bahia (portuguès: Dulce Lopes Pontes)  (Salvador, 26 de maig de 1914 - Salvador, 13 de març de 1992), també coneguda com a santa Dulce dels Pobres, va ser una germana franciscana catòlica brasilera fundadora de l'entitat Obras Sociais Irmã Dulce.
Va fundar un hospital gratuït al pati del convent de Salvador de Bahia i l'escola CESA per a pobres a Simões Filho. En el moment de la seva mort, el 1992, la germana Dulce havia estat nominada al Premi Nobel de la Pau, i havia creat una de les organitzacions filantròpiques més grans del Brasil. Va ser nomenada la religiosa més influent del Brasil del segle xx, per la revista ISTOÉ .
El 2011 va ser beatificada i el maig de 2019 el papa Francesc va reconèixer el segon miracle. Va ser canonitzada el 13 d'octubre de 2019, i es va convertir en la primera dona brasilera proclamada santa.

## Joventut
Filla d'Augusto Lopes Pontes i Dulce Maria de Souza li van posar el nom de Maria Rita de Souza Pontes i va entrar a la vida religiosa als 18 anys. Quan tenia tretze anys la seva tia l'havia portat de viatge a la zona pobra de la ciutat i la va impressionar el que va veure. Per això va començar a cuidar les persones sense llar i els captaires del seu barri tallant-los els cabells i curant les ferides.
Va acabar la secundària als 18 anys. Després de rebre el permís del seu pare va seguir la vocació religiosa unint-se a la Congregació de les Germanes Missioneres de la Immaculada Concepció de la Mare de Déu, al convent de la Mare de Déu del Carmel, a Sergipe. Un any després, va rebre l'hàbit religiós d'aquella Congregació i el nom de Dulce, en record de la seva mare, que havia mort quan ella tenia 6 anys.

## Fundacions
El mateix any va fundar la União Operária São Francisco, el primer moviment obrer cristià a Bahia. Un any després, va començar a treballar a les comunitats pobres d'Alagados i Itapagipe. Va ser llavors quan van començar a anomenar-la "Àngel d'Alagados". El 1937, va transformar el Sindicat Obrer en el Centre Obrer de Bahia.
Decidida a allotjar malalts que l'anaven a buscar, el 1939 va començar a refugiar-los en cases abandonades on els portava menjar, medicaments i atenció mèdica, però van ser expulsats del barri. Després va començar a allotjar-los en una antiga llotja de peix, però l'ajuntament la va fer marxar. Quan ja cuidava 70 persones va demanar a la mare superiora que li deixés utilitzar el pati del convent on hi havia les gallines com a hospici provisional. La superiora va acceptar, sempre que tingués cura de les gallines. Aquell hostal improvisat va donar lloc a l'Hospital Santo Antonio, el centre d'un complex mèdic, social i educatiu que continua obert. El 1960 es va inaugurar l'Hospital Santo Antônio amb 150 llits. El 26 de maig de 1959 va néixer la Fundació Obres de Caritat de Sor Dulce, fruit de la determinació d'una germana religiosa que era incansable en la seva assistència als malalts i als captaires que vivien als carrers de Salvador.
La mateixa entitat va establir l'escola CESA per a pobres a Simões Filho, a l'Àrea Metropolitana de Salvador i de l'Estat de Bahia. Ofereix programes educatius gratuïts.
El treball de la germana Dulce va impressionar el president del Brasil, José Sarney, que el 1988 la va nominar al premi Nobel de la pau, amb el suport de la reina Silvia de Suècia.
Durant els darrers 30 anys de la seva vida va patir una malaltia que li restava capacitat pulmonar. El 1990, els seus problemes respiratoris van començar a empitjorar i va ser hospitalitzada. Va ser al seu llit malalt que va rebre la visita del papa Joan Pau II (a qui havia conegut, per primera vegada, el 1980). Fou hospitalitzada el 1990 per uns problemes respiratoris que arrossegava. Al mateix centre hospitalari va anar-la a veure Joan Pau II. Després de 16 mesos d'hospitalització, va morir als 77 anys, al convent de Santo Antônio. Va ser enterrada a la basílica de la Mare de Déu de la Immaculada Concepció. El 26 de maig de 2000, el seu cos va ser traslladat a la capella del convent de Santo Antônio. El 9 de juny de 2010, la germana Dulce va ser finalment enterrada a l'església Imaculada Conceição da Madre de Deus, a Salvador, Bahia.

## Heroïna de la Pàtria
En virtut de la Llei Federal núm. 14.584, de 2023, el Congrés Nacional del Brasil va decretar la inscripció de la franciscana en el Llibre dels Herois i Heroïnes de la Pàtria, un memorial cenotàfic situat a l'interior del Panteó de la Pàtria i de la Llibertat Tancredo Neves de Brasília, creat per honorar la memòria de les persones que millor van servir en la construcció i defensa del país.

## Canonització
Va esdevenir Serventa de Déu amb Joan Pau II el gener del 2000. El 2003 la Congregació per a les Causes dels Sants va rebre la positio i la Santa Seu va reconèixer formalment un miracle realitzat per la intercessió de la germana Dulce. El governador de São Paulo i excandidat presidencial José Serra Chirico van enviar una carta a la Santa Seu demanant la beatificació.
El 20 de gener de 2009, la Congregació per a les Causes dels Sants va recomanar per unanimitat al Benet XVI que proclamés les virtuts heroique si la va proclamar Venerable el 2009. El cos de la germana Dulce va ser exhumat i examinat el 9 de juliol de 2010 com a part del procés de beatificació, i es va trobar que encara era incorrupte. El 27 d'octubre de 2010, l'arquebisbe de Salvador va anunciar que la Congregació per a les Causes dels Sants havia reconegut un miracle atribuït a la seva intersecció, i es va aprovar oficialment el 10 de desembre de 2010. La germana Dulce va ser beatificada el 22 de maig de 2011 a Salvador, Bahia amb unes 70.000 persones.
El 13 de maig de 2019, el prefecte de la Congregació de Sants, Angelo Becciu, va aprovar el miracle necessari per proclamar-la santa. El decret que reconeixia el segon miracle va ser signat pel papa Francesc. L'1 de juliol de 2019 es va anunciar que Dulce seria canonitzada amb altres quatre el 13 d'octubre de 2019. convertint-la en la primera santa femenina brasilera.